# Almut Hintze
Almut Hintze (* 7. Juni 1957 in Helmstadt-Bargen) ist eine deutsche Sprach- und Religionswissenschaftlerin. Ihren Schwerpunkt bildet die Erforschung des Zoroastrismus.

## Leben
Almut Hintze studierte zuerst an der Ruprecht-Karls-Universität Heidelberg und schloss ihr Studium an der University Oxford ab. An der Friedrich-Alexander-Universität Erlangen-Nürnberg wandte sie sich den Indoiranischen Sprachen zu und erlangte 1990 ihr Doktorat. An der Freien Universität Berlin habilitierte sie 1997 mit einer Studie über die Bedeutung von Belohnungen in avestischen und vedischen Texten. Danach wechselte sie als Juniorprofessorin zur University of Cambridge. 2001 ging sie zur SOAS University of London und ist dort seit 2010 Zartoshty-Brothers-Professorin für Zoroastrismus.
Die Forschung von Almut Hintze konzentriert sich auf Sprachen, Religionen und die Geschichte des vor-islamischen Irans und Zentralasien. Einen Hauptschwerpunkt bilden der Zoroastrismus und die altpersischen und mittelpersischen Sprachen. Von 2016 bis 2022 leitete sie das Projekt The Multimedia Yasna, in dem es um die Bewahrung der Yasna-Zeremonie des Zoroastrismus mit digitalen Mitteln geht. 2022 erhielt sie von der Stiftung Arts and Humanities Research Council (AHRC) Forschungsgelder zum Erhalt und dem Aufbau einer Datenbank von 824 sassanidischen Tontafeln mit 2000 Siegelabdrücken, die zwischen 2002 und 2008 in Tacht-e Suleiman im Iran gefunden wurden. Seit 2015 ist Almut Hintze Mitglied der British Academy, seit 2024 Mitglied der Academia Europaea.
Almut Hintze ist mit Eugenio Biagini, Professor für Moderne und Zeitgenössische Geschichte an der University of Cambridge, verheiratet und hat einen Sohn.

## Schriften (Auszug)
- A lexicon to the Cyprian syllabic inscriptions. Hamburg 1993. ISBN 978-3-87548-047-4.
- Zamyād Yašt: Edition, Übersetzung, Kommentar. Reichert Verlag, Wiesbaden 1994. ISBN 3-88226-679-1.
- The migrations of the Indo-Iranians and the Iranian sound-change s > h. In: Wolfgang Meid (Hrsg.): Sprache und Kultur der Indogermanen (=Innsbrucker Beiträge zur Sprachwissenschaft. Band 93). Innsbruck 1998, S. 139–153.
- Lohn im Indoiranischen: Eine semantische Studie des Rigveda und Avesta. Reichert Verlag, Wiesbaden 2000. ISBN 978-3-89500-218-2.
- A Zoroastrian Liturgy: The Worship in Seven Chapters (Yasna 35-41). Wiesbaden 2007. ISBN 978-3-447-05665-6.

## Festschrift
- Alberto Cantera, Maria Macuch, Nicholas Sims-Williams (Hrsg.): The Reward of the Righteous. Festschrift in Honour of Almut Hintze. Harrassowitz Verlag, Wiesbaden 2022. ISBN 978-3-447-11840-8.